# Vladimír Helfert
Vladimír Helfert (ur. 24 marca 1886 w Plánicach, zm. 18 maja 1945 w Pradze) – czeski muzykolog.

## Życiorys
Studiował geografię i historię na Uniwersytecie Praskim, następnie podjął studia muzyczne. W latach 1906–1907 studiował muzykologię na Uniwersytecie Berlińskim u Johannesa Wolfa, Hermanna Kretzschmara i Carla Stumpfa. W 1908 roku doktoryzował się u Otakara Hostinskiego w Pradze na podstawie dysertacji Jiří Benda a Jean Rousseau. W latach 1910–1919 uczył historii i geografii w szkole handlowej w Pradze. W 1919 roku podjął posadę nauczyciela w Brnie. W 1921 roku habilitował się tam na nowo powstałym uniwersytecie i został jego wykładowcą, w 1926 roku uzyskał tytuł profesora nadzwyczajnego, a w 1931 roku profesora zwyczajnego. Redagował czasopisma „Hudební Rozhledy” (od 1924) i „Musikologie” (od 1938). W 1934 roku zainicjował serię wydawniczą „Musica Antiqua Bohemica”. Kierował amatorskim zespołem Orchestrální Sdružení.
Ze względu na swoją patriotyczną i antyniemiecką postawę był więziony przez nazistów w czasie II wojny światowej. Aresztowany w 1940 roku, do 1943 roku przebywał w więzieniu we Wrocławiu. Ponownie aresztowany w 1944 roku, trafił do KL Theresienstadt. W obozie zachorował na tyfus, w wyniku wycieńczenia organizmu zmarł niedługo po wyzwoleniu.

## Wybrane prace
(na podstawie materiałów źródłowych)
- Smetanismus a Wagnerianismus (Praga 1911)
- Hudební barok na Českých zámcích (Praga 1916)
- Smetanovské kapitoly (Praga 1917)
- Naše hudba a český stát (Praga 1918)
- Hudba na Jaroměřickém zámku: František Míča 1696–1745 (Praga 1924)
- Tvúrčí rozvoj Bedřicha Smetany (Praga 1924)
- Jiří Benda (2 tomy, Brno 1929–1934)
- Základy hudební výchovy na nehudebních školách (Praga 1930)
- Česká hudební tvořivost před Smetanou (Praga 1935)
- Česká moderní hudba (Praga 1936)
- Útok na Českou moderní hudbu (Ołomuniec 1937)
- Leoš Janáček (Brno 1939)
- Státní hudebně-historický ústav (Praga 1945)
- O Janáčkovi (Praga 1949)
- O Smetanovi (Praga 1949)
- O české hudbě (Praga 1957)